# پاتریک برمل
پاتریک برمل (انگلیسی: Patrick Brammall؛ زادهٔ ۳۰ مارس ۱۹۷۷) بازیگر و نویسنده اهل استرالیا است.
از فیلم‌ها یا برنامه‌های تلویزیونی که وی در آن نقش داشته‌است، می‌توان به کانال جاده، پرستاران، خانه و دوری، شرق غرب ۱۰۱، دختر جدید و ارباب اشاره کرد.